# Albanië en de Europese Unie
Albanië was in 2003 het eerste land van de potentiële kandidaat-lidstaten waarmee onderhandelingen begonnen in het kader van de stabilisatie- en associatieovereenkomst. Op 12 juni 2006 werd een verdrag getekend waarmee de eerste stap werd gezet naar een vol lidmaatschap van Albanië in de Europese Unie. Het proces werd volbracht toen Griekenland op 14 januari 2009 als laatste het verdrag goedkeurde. Op 28 april 2009 vroeg Albanië het lidmaatschap van de Europese Unie aan.
Het succes van de Albanese aanvraag hangt vooral af van de economische en politieke stabiliteit van het land. In navolging van Bulgarije en Roemenië is Albanië nauw betrokken bij EU-instituten en de NAVO en heeft het zijn rol als stabiele factor in de Balkan behouden. Tevens is Albanië een goede bondgenoot van de Verenigde Staten en West-Europa. Vanwege de goede vorderingen werd Albanië in april 2008 gevraagd om bij de NAVO te komen. Een jaar later trad het land toe tot de NAVO. De toetreding van Albanië en de rest van de Westelijke Balkan tot de EU heeft prioriteit gekregen. Zo verklaarden enkele EU-gezanten dat "de toekomst van de Westelijke Balkan in de Europese Unie ligt". Op 24 juni 2014 werd Albanië officieel voorgedragen als kandidaat-lidstaat van de Europese Unie. In juni 2018 namen de ministers van buitenlandse zaken van de EU-landen een voorlopig besluit dat een jaar later de toetredingsonderhandelingen konden beginnen. Een definitief besluit hiertoe kwam echter pas op 23 maart 2020.
Bezwaren tegen lidmaatschap komen onder andere voort uit de grootschalige corruptie in het land en jarenlange criminaliteit door Albanese bendes in de Europese lidstaten. Sinds 2010 kunnen Albanezen vrij reizen door de Europese Unie, maar vanwege de overlast gaan er stemmen op om hun visumplicht opnieuw in te voeren.

## Onderhandelingen
| Gemeenschapsrecht                                             | Screening begonnen    | Screening voltooid | Hoofdstuk geopend | Hoofdstuk afgesloten |
| ------------------------------------------------------------- | --------------------- | ------------------ | ----------------- | -------------------- |
| 1. Vrij verkeer van goederen                                  | 2019-01-17            | –                  | –                 | –                    |
| 2. Vrij verkeer van werknemers                                | 2019-03-13            | –                  | –                 | –                    |
| 3. Recht van vestiging en vrije dienstverrichting             | 2018-12-11            | –                  | –                 | –                    |
| 4. Vrij verkeer van kapitaal                                  | 2019-01-10            | –                  | –                 | –                    |
| 5. Overheidsopdrachten                                        | 2018-12-06            | –                  | –                 | –                    |
| 6. Vennootschapsrecht                                         | 2019-10-21            | –                  | –                 | –                    |
| 7. Wet inzake intellectuele eigendom                          | 2019-02-07            | –                  | –                 | –                    |
| 8. Concurrentiebeleid                                         | 2019-11-04            | –                  | –                 | –                    |
| 9. Financiële diensten                                        | 2019-04-09            | –                  | –                 | –                    |
| 10. Informatiemaatschappij en media                           | 2019-11-20            | –                  | –                 | –                    |
| 11. Landbouw                                                  | 2019-12-06            | –                  | –                 | –                    |
| 12. Voedselveiligheid, veterinair en fytosanitair beleid      | 2019-02-18            | –                  | –                 | –                    |
| 13. Visserij                                                  | 2019-06-12            | –                  | –                 | –                    |
| 14. Vervoersbeleid                                            | 2019-06-24            | –                  | –                 | –                    |
| 15. Energie                                                   | 2019-03-26            | –                  | –                 | –                    |
| 16. Belasting                                                 | 2019-06-03            | –                  | –                 | –                    |
| 17. Economisch en monetair beleid                             | 2019-01-10            | –                  | –                 | –                    |
| 18. Statistiek                                                | 2019-02-12            | –                  | –                 | –                    |
| 19. Sociaal beleid en werkgelegenheid                         | 2019-04-03            | –                  | –                 | –                    |
| 20. Ondernemings- & industriebeleid                           | 2019-01-29            | –                  | –                 | –                    |
| 21. Trans-Europese Netwerken                                  | 2019-03-27            | –                  | –                 | –                    |
| 22. Regionaal beleid en coördinatie van structuurinstrumenten | 2019-02-05            | –                  | –                 | –                    |
| 23. Rechterlijke macht en fundamentele rechten                | 2018-09-27            | –                  | –                 | −                    |
| 24. Justitie, vrijheid en veiligheid                          | 2018-11-12            | –                  | –                 | –                    |
| 25. Wetenschap en onderzoek                                   | 2019-03-11            | –                  | –                 | –                    |
| 26. Onderwijs en cultuur                                      | 2019-03-12            | –                  | –                 | –                    |
| 27. Milieu                                                    | 2019-05-13            | –                  | –                 | –                    |
| 28. Bescherming consumenten en volksgezondheid                | 2019-03-28            | –                  | –                 | –                    |
| 29. Douane-unie                                               | 2019-09-23            | –                  | –                 | –                    |
| 30. Buitenlandse betrekkingen                                 | 2019-09-25            | –                  | –                 | –                    |
| 31. Buitenlands, veiligheids- en defensiebeleid               | 2019-09-26            | –                  | –                 | –                    |
| 32. Financiële controle                                       | 2018-12-05            | –                  | –                 | –                    |
| 33. Financiële en budgettaire bepalingen                      | 2019-09-27            | –                  | –                 | –                    |
| 34. Instellingen                                              | Niets om aan te nemen | –                  | –                 | –                    |
| 35. Andere kwesties                                           | Niets om aan te nemen | –                  | –                 | –                    |
| Voortgang                                                     | 35 van de 35          | 0 van de 35        | 0 van de 35       | 0 van de 35          |

Oprichting:

1957: ondertekening Verdrag van Rome door:
België · Frankrijk · Bondsrepubliek Duitsland · Nederland · Luxemburg · Italië

1958: oprichting Europese Economische Gemeenschap

Uitbreidingen:

1973: Denemarken · Ierland · Verenigd Koninkrijk

1981: Griekenland

1986: Portugal · Spanje

1995: Finland · Oostenrijk · Zweden

2004: Cyprus · Estland · Hongarije · Letland · Litouwen · Malta · Polen · Slovenië · Slowakije · Tsjechië

2007: Bulgarije · Roemenië

2013: Kroatië

Kandidaat-lidstaten:

Albanië · Bosnië en Herzegovina · Georgië · Moldavië · Montenegro · Oekraïne · Noord-Macedonië · Servië · Turkije

Potentiële lidstaten:

Kosovo 

Staten die hun aanvraag introkken:

IJsland · Liechtenstein · Noorwegen · Zwitserland
Overige Europese staten:

Armenië · Azerbeidzjan · Wit-Rusland · Rusland
Uitgetreden staten:

2020: Verenigd Koninkrijk